# Louis Béchameil de Nointel
Louis Béchameil de Nointel, marchese di Nointel (Rouen, 1630 – 1703), è stato un nobile francese.
Era figlio di Jean Béchameil, libraio a Rouen, e di Marie Pineau.

## Biografia
Sposò nel 1650 Marie Colbert, figlia di Nicolas Colbert (1595-1649), mercante borghese di Reims, e di Marie Lemercier (Marie Colbert era cugina del ministro Jean-Baptiste Colbert).
Fermier général molto ricco, egli sovrintendeva alla casa del duca d'Orléans, prima di diventare maître d’hôtel di Luigi XIV.
Ebbe l'incarico d'Intendente di Bretagna a partire dal 1692, carica che mantenne fino alla morte. Egli è noto per la revisione dei titoli nobiliari nell'ambito di una commissione avente lo scopo di denunciare la falsa nobiltà, per la gestione delle comunità e per la creazione di nuove imposte, tra le quali la capitazione del 1695. Di fronte al crescere della minaccia inglese e olandese, egli istituì dei sub-delegati e rafforzò la sorveglianza costiera.
Tuttavia egli fu soprattutto noto come buongustaio e amante dell'arte culinaria.
La salsa besciamella, che oggi porta il suo nome, è in effetti il risultato del perfezionamento di una salsa più antica a base di crème fraîche, da parte di François Pierre de La Varenne, cuoco di Nicolas Chalon du Blé, marchese di Uxelles, che  la dedicò al Béchameil, come facevano spesso i cuochi per la nobiltà di quel tempo, cosa che diede origine a un commento sarcastico da parte del vecchio duca di Escars:
(Commento del duca di Escars alla denominazione della salsa besciamella in onore del Béchameil de Nointel)
Il marchese di Béchameil ha elaborato per la prima volta la salsa che porterà il suo nome nelle cucine del castello di Nointel.

## Opere
- (FR) La Bretagne de Louis XIV. Mémoires de Colbert de Croissy (1665) et de Béchameil de Nointel (1698), Philippe Jarnoux, Pierrick Pourchasse et Gauthier Aubert (textes prés. et annot. par), Presses universitaires de Rennes, 2016, Digitalizzato ISBN 978-2-7535-5119-0

## Fonti
- (FR)  La Bretagne à la fin du XVIIème siècle, éd. Jean Béranger, Jean Meyer, Paris, C. Klincksieck, 1976. ISBN 2252018895.
- (FR)  Joël Cornette, Histoire de la Bretagne et des Bretons, vol. I Des âges obscurs au règne de Louis XIV, Paris, éd. Seuil, 2005
- (FR)  Intendance de Champagne à la fin du XVIIème siècle, éd. Critique Jean-Pierre Brancourt, Paris, Documentation française, 1983. ISBN 2735500292.

| Controllo di autorità | VIAF (EN) 215258528 |